# Jim Malone
Pour les articles homonymes, voir Malone.
 James Edward Malone, dit Jim Malone,  (né le 20 février 1962 à Chatham, dans la province du Nouveau-Brunswick au Canada) est un joueur professionnel canadien de hockey sur glace qui évoluait en position de centre.
En 1980, il est sélectionné au premier tour — quatorzième choix au total — par les Rangers de New York lors du repêchage d'entrée de la Ligue nationale de hockey (LNH). Cependant, il ne joue jamais en LNH, disputant sa carrière dans les ligues mineures. En 1984, il remporte avec les Oilers de Tulsa la Coupe Adams, remise aux champions de la Ligue centrale de hockey.
Son frère aîné Greg est également un joueur professionnel de hockey sur glace ainsi que son neveu Ryan et son fils Bradley.

## Biographie
Jim Malone commence sa carrière junior en 1979 avec les Marlboros de Toronto de la Ligue de hockey junior majeur de l'Ontario. Un an plus tard, il est sélectionné en première ronde — quatorzième choix au total — par les Rangers de New York lors du repêchage d'entrée dans la Ligue nationale de hockey (LNH). Il continue de jouer pour les Marlboros deus saisons supplémentaires avant de passer professionnel en 1982, partageant sa première année entre les Alpines de Moncton de la Ligue américaine de hockey (LAH) et les Oilers de Tulsa de la Ligue centrale de hockey (LCH). Il dispute l'édition suivante uniquement avec les Oilers qui, bien que devant les deux derniers mois de compétition sur la route, remportent la coupe Adams, la dernière remise avant que la LCH ne mette fin à ses activités. Malone passe ensuite l'essentiel de la saison 1984-1985 avec les Golden Eagles de Salt Lake de la Ligue internationale de hockey (LIH), faisant également quelques apparitions pour l'Express de Fredericton de la LAH. Une fois la saison terminée, il prend sa retraite.

## Statistiques
| Saison    | Équipe                     | Ligue |    | Saison régulière | Saison régulière | Saison régulière | Saison régulière | Saison régulière |   | Séries éliminatoires | Séries éliminatoires | Séries éliminatoires | Séries éliminatoires | Séries éliminatoires |
| Saison    | Équipe                     | Ligue | PJ | B                | A                | Pts              | Pun              | PJ               | B | A                    | Pts                  | Pun                  |                      |                      |
| 1979-1980 | Marlboros de Toronto       | LHJMO | 67 | 24               | 24               | 48               | 68               |                  |   |                      |                      |                      |                      |                      |
| 1980-1981 | Marlboros de Toronto       | LHO   | 57 | 11               | 41               | 52               | 174              |                  |   |                      |                      |                      |                      |                      |
| 1981-1982 | Marlboros de Toronto       | LHO   | 53 | 24               | 28               | 52               | 127              | 10               | 4 | 5                    | 9                    | 34                   |                      |                      |
| 1982-1983 | Oilers de Tulsa            | LCH   | 29 | 5                | 10               | 15               | 45               |                  |   |                      |                      |                      |                      |                      |
| 1982-1983 | Alpines de Moncton         | LAH   | 10 | 3                | 2                | 5                | 10               |                  |   |                      |                      |                      |                      |                      |
| 1983-1984 | Oilers de Tulsa            | LCH   | 57 | 16               | 11               | 27               | 58               | 7                | 1 | 1                    | 2                    | 0                    |                      |                      |
| 1984-1985 | Express de Fredericton     | LAH   | 10 | 0                | 2                | 2                | 9                |                  |   |                      |                      |                      |                      |                      |
| 1984-1985 | Golden Eagles de Salt Lake | LIH   | 40 | 4                | 13               | 17               | 39               |                  |   |                      |                      |                      |                      |                      |

## Trophées et honneurs personnels
- Champion de la coupe Adams avec les Oilers de Tulsa

## Parenté dans le sport
La famille de Jim Malone compte plusieurs joueurs de hockey sur glace. Son frère aîné Greg a joué 11 saisons en LNH,. Le fils de Greg, Ryan, joue actuellement en LNH. Son fils Bradley est également un joueur professionnel. Son second fils Brett évolue en junior.